# حلال‌زادگی
حلال‌زاده؛ به شخصی گفته می‌شود که والدین او از نظر قانون یا شرع ازدواج کرده و در زمان زن و شوهری (قبل از طلاق) او را به وجود آورده باشند. از نظر فقه شیعه اگر زن و مردی اشتباهی نزدیکی کنند. فرزند آنان حرام‌زاده است.

در ایران ضرب‌المثل معروفی است که: «حلال زاده به داییش میره.»
در کشور های توسعه یافته غربی، اهمیت حلال زادگی بعد از انقلاب جنسی دهه ۶۰ تا ۷۰ میلادی، کاهش یافت.

## معنی لغوی
حلال زاده . [ ح َ دَ ] (ص مرکب ) کسی که نطفه‌اش از راه مشروع منعقد شده باشد.

## احکام فقهی
از نظر فقه شیعه، از شرایط امامت جماعت، امامت جمعه، مرجعیت تقلید و شاهد در دادگاه حلال‌زادگی است.